# Nodira

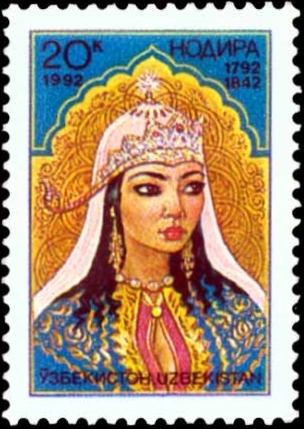
Nodira (1792-1842). Uzbekiskt frimärke från 1992

Nodira, född 1792 i Andizjan, död 1842 i staden Kokand, var poet och furstinna i khanatet Kokand i nuvarande Uzbekistan. 

## Biografi
Nodira föddes 1792 i Andizjan i Ferganadalen i nuvarande östra Uzbekistan. Hennes far var styresman, ”borgmästare”, i staden. Hennes egentliga namn var Mohlar, ”måne” men hon kallades oftast Nodira (”den sällsynta” på arabiska). Hon fick en god utbildning och lärde sig persiska.
1808 gifte sig Nodira med styresmannen i staden Margilan, Umar. Denne efterträdde 1810 sin bror som khan i furstendömet Kokand. Umar dog 1822 och parets fjortonårige son Muhammad Ali blev ny regent. Som mor till den unge khanen bör hon ha haft betydande inflytande i riket. 1842 angreps Kokand av grannstaten Buchara och både Muhammad Ali och Nodira dödades.

### Poet
Nodira blev känd för sin poesi. Dikterna vittnar om stor förtrogenhet med den litterära och religiösa traditionen. Hon skrev både på det klassiska litteraturspråket tjagataiska och på persiska och brukade främst diktformen ghasel för sina kärleksdikter. Som poet använde Nodira pseudonymerna Komila (arabiska för ”den fulländade”) i dikter på tjagataiska och Makuna (arabiska för ”den dolda”) i dikter på persiska. Hennes bevarade verk omfattar ca 15 000 versrader.
Nodira och poeten, mentorn och väninnan Uvaysiy samlade kring sig en krets av kvinnor intresserade av litteratur och lärdom. Man anordnade litterära tävlingar och startade också undervisning för flickor.

## Eftermäle
Nedslagskratern Nadira på planeten Venus är uppkallad efter henne.
På Uzbekistans första frimärke efter självständigheten 1991 avbildades Nodira.